# موتور سيتي أونلاين
موتر سيتي أونلاين (بالإنجليزية:Motor City Online) ، هي لعبة إلكترونية من نوع سباق السبارات ، أنتجت من قبل شركة إلكترونيك آرتس بتاريخ 11 مايو 2001 ، وهي لعبة إلكترونية جماعية تلعب عبر الإنترنت لنظام ويندوز مايكروسوفت.

## السيارات
تتوفر لعبة موتور سيتي أونلاين مجموعة من السيارات الرياضية ومنها سيارات كلاسيكية وهي :
- فورد 1932
- 1940 Ford De Luxe Coupe  [لغات أخرى]‏
- 1947 Cadillac Series 62  [لغات أخرى]‏
- 1948 Cadillac Fleetwood Station Wagon  [لغات أخرى]‏
- ميركوري
- 1953 Ford Crestline  [لغات أخرى]‏
- 1955 Buick Century  [لغات أخرى]‏
- 1957 Chevrolet Bel Air  [لغات أخرى]‏
- شيفروليه كورفيت سي1
- 1957 Ford Fairlane  [لغات أخرى]‏
- 1957 Ford Thunderbird  [لغات أخرى]‏
- 1957 Ford Ranchero  [لغات أخرى]‏
- شيفروليه إمبالا
- 1959 Cadillac Eldorado  [لغات أخرى]‏
- شيفروليه كورفيت سي2
- 1963 Ford Thunderbird  [لغات أخرى]‏
- شيفروليه إمبالا
- فورد غالاكسي
- 1964 Ford Mustang Convertible  [لغات أخرى]‏
- 1966 Pontiac GTO  [لغات أخرى]‏
- إيه سي كوبرا
- شيفروليه شفيل
- اي ام سي اي ام اكس
- 1969 Chevrolet Camaro RS/SS  [لغات أخرى]‏
- 1969 Chevrolet Camaro Z28/RS  [لغات أخرى]‏
- شيفروليه كورفيت سي3
- دودج تشارجر
- 1969 Dodge Coronet Super Bee  [لغات أخرى]‏
- 1969 Ford Mustang Cobra Jet 429  [لغات أخرى]‏
- فورد تورينو
- 1969 Oldsmobile 4-4-2  [لغات أخرى]‏
- 1969 Plymouth GTX  [لغات أخرى]‏
- 1969 Plymouth Road Runner  [لغات أخرى]‏
- شيفروليه شفيل
- 1970 Chevrolet El Camino SS  [لغات أخرى]‏
- 1970 Chevrolet Nova SS  [لغات أخرى]‏
- 1970 Ford Mustang Boss 429  [لغات أخرى]‏
- 1970 Plymouth Barracuda  [لغات أخرى]‏
- 1970 Plymouth Duster 340  [لغات أخرى]‏
- بونتياك فايربيرد
- تويوتا سوبرا
- 1999 Mitsubishi Eclipse GSX  [لغات أخرى]‏

## جوائز
حصلت لعبة موتور سيتي أونلاين على جائزة إي 3 سنة 2000م ، لجائزة أفضل لعبة السباق.

## وصلات خارجية
- motor city free online games on Classroom 6x
- Gamespot Review